# شايبو ياكوبو
شايبو ياكوبو (بالإنجليزية: Shaibu Yakubu)‏ (11 نوفمبر 1986 في غانا - ) هو لاعب كرة قدم غاني في مركز الهجوم. لعب مع أشانتي غولد وأوفتاس سبور وKartal S.K. ‏ و1461 طرابزون وأوفي كريت وإينوسيس نيون باراليمني ‏.

## وصلات خارجية
- شايبو ياكوبو على موقع اتحاد تركيا (لاعب) (الإنجليزية)
- شايبو ياكوبو على موقع قاعدة بيانات كرة القدم.إي يو (الإنجليزية)
- شايبو ياكوبو على موقع Soccerway.com (الإنجليزية)
- شايبو ياكوبو على موقع عالم كرة القدم.نت (الإنجليزية)